# 23 شخصا
23 شخصا تُشير إلى العبارة التي تصفُ حادث اعتقال 23 محاربًا إيرانيًا (أصغرهم يبلغُ من العمر 13 سنة فيما لا يتجاوزُ أكبرهم الـ 17 سنة) على يدِ حزب البعث العربي الاشتراكي في عام 1983 خِلالَ الحرب العراقية–الإيرانية. تبيّن فيما بعد أنّ المراهقين الثلاثة والعشرين كانوا يُشكّلونَ لواءًا من مدينة كرمان. حينَ القبض عليهم؛ استغلّ صدام حسين الحادث لمصلحته من خِلال اعتبار أنّ إيران تُجنّد الأطفال وتدفعُ بهم لمناطق خطرة.

## الحدث
دفعت السلطات الإيرانية بثلاثة وعشرين مراهقًا لا يتجاوزُ عمر أكبرهم الـ 17 سنة إلى التوغل في الحدود العراقية الإيرانية عام 1982 إبّانَ حرب الخليج الأولى. قُبضَ على الشباب خلال عملية بيت المقدس في مناطق مختلفة ومتفرقة من الجبهة. في 24 أيار/مايو 1982؛ وحينَ فشل صدام في تحرير المحمرة قدّم المراهقين الأسرى لوسائل الإعلام. نقلَ صدام في وقتٍ لاحق الشباب الـ 23 إلى قصره وأبدى تعاطفًا كبيرًا معهم؛ حيثُ قدّم لهم الزهور وحرص على رعايتهم، فيما قامت الجرائد التابعة لحزب البعث في تلكَ الفترة بالتقاط صور الأسرى وقامت بنشرها على نطاقٍ واسع معَ عبارة صدام الشهيرة «كلّ أطفال العالم أطفالنا». حاول الأسرى في وقتٍ لاحق التمرد على النظام العراقي من خِلال الإضراب عن الطعام ثمّ انضموا فيما بعد إلى سائر الأسرى حتى 26 آب/أغسطس عام 1991.

## فيما بعد
أثارت قصّة الـ 23 مراهقًا جدلًا كبيرًا حينها حيثُ صدرت عدد من الأفلام التي تبنّت قصّة المُحاربين كما صدرت كتب أخرى تحكي عن قصتهم وما عاشوه خلال الأسر.

### الكتب
نُشر كِتاب «23 شخصًا» الذي تحدث عن قصّة الأسرى بناءًا على مذكرات أحمد يوسف زاده واحد وهو واحدٌ من الأسرى الثلاثة وعشرون. بعدَ صدور الكِتاب؛ عبرّ المرشد الأعلى في إيران علي خامنئي عن تقديرهِ لموقف أحمد يوسف زاده كما كرّم مؤلف الكتاب في رسالة.

### برنامج تلفزيوني
في 25 و26 حزيران/يونيو 2015؛ دُعي الـ 23 محاربًا الذين تمّ أسرهم في الماضي للمُشاركة في برنامج تلفزيوني على قناة محليّة في إيران.

### فيلم
بحلول عام 2019؛ أَنتجَ مهدي جعفري فيلمًا حمل عنوان «23 شخصًا» ويحكي قصّة المراهقين وما مروا بهِ خلال تلكَ الفترة.